# Amtsgericht Angermünde

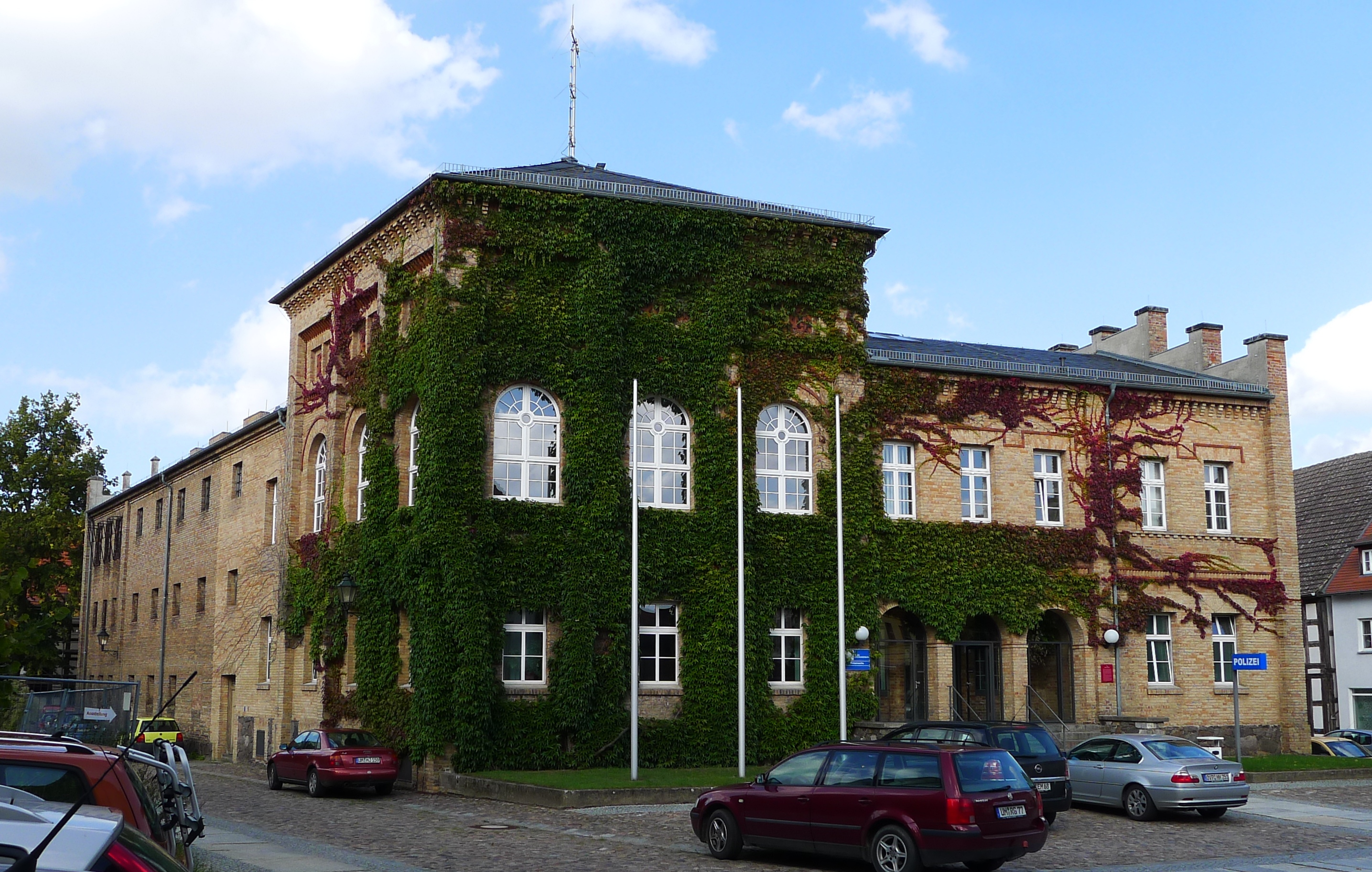
Amtsgerichtsgebäude, heute Polizeirevier

Das Amtsgericht Angermünde war ein preußisches Amtsgericht mit Sitz in Angermünde, Provinz Brandenburg.

## Geschichte
Seit 1849 bestanden in Preußen Kreisgerichte. Das Kreisgericht Angermünde war dem Kammergericht nachgeordnet. Im Rahmen der Reichsjustizgesetze wurden diese Gerichte 1879 aufgehoben.
Das königlich preußische Amtsgericht Angermünde wurde mit Wirkung zum 1. Oktober 1879 als eines von zwölf Amtsgerichten im Bezirk des Landgerichtes Prenzlau im Bezirk des Kammergerichtes gebildet. Der Sitz des Gerichtes war die Stadt Angermünde.
Sein Gerichtsbezirk umfasste den Kreis Angermünde ohne die Teile, die den Amtsgerichten Eberswalde, Oderberg und Schwedt zugeordnet waren.
Am Gericht bestanden 1880 drei Richterstellen. Das Amtsgericht war damit ein mittelgroßes Amtsgericht im Landgerichtsbezirk.
1945 wurde das Amtsgericht Angermünde den Landgericht Eberswalde zugeordnet. Zum 1. Juli 1951 wurde das Amtsgericht Schwedt/Oder in eine Zweigstelle des Amtsgerichtes Angermünde umgewandelt.
In der DDR wurden 1952 die Amtsgerichte und damit auch das Amtsgericht Angermünde aufgehoben und Kreisgerichte, darunter das Kreisgericht Angermünde für den Kreis Angermünde gebildet. Nach der Wiedervereinigung wurde 1993 die Gerichtsorganisation in Amtsgerichte wieder hergestellt. Das Kreisgericht Angermünde wurde jedoch mit dem Gesetz über die Neugliederung der Kreisgerichtsbezirke im Land Brandenburg (Brandenburgisches Kreisgerichtsbezirksgesetz – BbgKrGBG) vom 8. Dezember 1992 aufgehoben und nicht als Amtsgericht wieder eröffnet.

## Gerichtsgebäude
Voraussetzung für den Zuschlag der Stadt Angermünde für das Kreisgericht 1848 war die Zusage der Stadt ein Kreisgerichtsgebäude zu errichten. Der Bau war umstritten, da der Standort der bisherige Paradeplatz der Garnison war. Der Bau kostete etwa 15.000 Reichstaler und durch den Verkauf von Holz aus der Stadtheide finanziert. Architekt des Gerichtsgebäudes im romanisierenden Stil war Wegebaumeister Grubitz. Die Einweihung erfolgte am 1. Oktober 1850. Im Juli 1878 erwarb der Staat Preußen das Gebäude für 80.000 Mark von der Stadt.
Die Gefängniszellen wurden noch bis 1964 genutzt. Nach der Aufhebung des Kreisgerichtes 1993 wurde es für die Nutzung als Polizeiwache Angermünde umgebaut. Am 24. Februar 2001 zog die Angermünder Polizeidienststelle ein. Das Gebäude mit Adresse Markt 18 steht als Baudenkmal unter Denkmalschutz.

## Bekannte Fälle
- Ende Januar 1887 wurde Wilhelm Voigt, der spätere „Hauptmann von Köpenick“, auf der Poststelle Angermünde wegen Urkundenfälschung verhaftet und verbrachte einen Tag dort im Gefängnis.